# Ragnar Skancke
Ragnar Sigvald Skancke (9. november 1890 på Ås – 28. august 1948 i Oslo) var en norsk ingeniør, professor i elektronik ved Norges tekniske højskole og politiker for Nasjonal Samling, hvor han meldte sig ind i 1933. Skancke var kirke- og undervisningsminister i Vidkun Quislings regering og gik meget langt i at nazificere norske skoler, undervisningssystemet og den norske kirke. Skancke var også medlem af Det Norske Videnskaps-Akademi. Skancke tilhørte en gammel, oprindelig adelig æt tilknyttet Røros. Hans stamfar 7 generationer tilbage opdagede kobberminen Christianus Qvintus (i drift fra 1691), og Skanckes farfar var overstiger ved Røros kobberværk.
Han var den sidste som er henrettet efter dom i Norge efter retsopgøret efter anden verdenskrig.

## Karriere
Skancke udmærkede sig tidligt indenfor radarforskningen. Han meldte seg ind i NS allerede i 1933. Ved Universitetet i Göttingens 200-årsjubilæum i 1937 repræsenterede Skancke Norges tekniske højskole. Til stede var også professor Birger Meidell og rektor Didrik Arup Seip, begge fra Universitetet i Oslo. Det traditionelle akademiske optog var dominert av marcherende studenter i SS-uniform og hagekorsfaner. Dette var et viktig nazistisk propagandashow, hvor akademikere fra hele Europa deltog. Oxford- og Cambridge-universitetet afslog dog.

## Anden verdenskrig
Under den tyske besættelse blev Skancke udnævnt til arbejdsminister i Quislings første regering som "kommissarisk statsråd" og kirke- og undervisningsminister i Quislings anden regering 1942-45. Et vendepunkt kom 11. september 1941, da statsråd Skancke kaldte alle ansatte og studenter ind til et tvungent møde for at skænke "friheden og sandheden" ved universitetet bedre vilkår. På dette møde blev rektor og kollegium afsat, derefter studenternes repræsentanter.
Skancke gik meget langt i at ensrette den norske statskirke og undervisningsvæsenet. Imidlertid var han en modstander af at deportere lærerne til Finnmark.
Kirkepolitikken overlod han i stor grad til sin underordnede Sigmund Feyling.

## Dødsdom
Skancke blev meget overraskende 21. maj 1946 enstemmigt dømt til døden for landsforræderi. Efter at den norske højesteret 27. marts 1947 opretholdt dødsdommen, prøvede han at få sin sag genoptaget. Nye beviser blev fremlagt, og nye vidner afhørt. Der blev også fremlagt en afskrift af kapitulationsaftalen fra juni 1940, da de norske styrker overgav sig. For første gang kom denne aftale til offentlighedens gennemsyn, og Johan Nygaardsvold, Halvdan Koht og Birger Ljungberg hævdede samstemmigt, at de ikke huskede nogen sådan aftale indgået med tyskerne, skønt de alle tre havde signeret den. Ironisk nok kan Skanckes påmindelse om kapitulationsaftalen have forstærket regeringens beslutning om at stå fast på hans dødsdom.
Mens dette pågik, ændrede opinionen sig betydeligt, og der blev rejst stærke krav om benådning, bl.a. i opråb undertegnet af mange præster og lærere. Men alle ansøgninger blev afslået. Regeringen stod fast på dødsdommen - meget påfaldende, da det gentagne gange var blevet understreget, at hver ansøgning om benådning ville blive bedømt individuelt. Men i Skanckes tilfælde hævdede regeringen tværtimod, at en benådning ville medføre, at alle dødsdømte måtte benådes. Men da skulle de andre benådninger jo også have dannet sådan præcedens.
Af de ledende NS-medlemmer var det, foruden Skancke, kun Vidkun Quisling og en anden NS-leder, Albert Viljam Hagelin, der blev dømt og henrettet ved skydning. Skancke blev, som den sidste, henrettet på Akershus fæstning, 58 år gammel.
Ved henrettelsen af Skancke blev justitsminister O.C. Gundersen opringet, at han kunne komme ned på fæstningen og skyde selv. Eksekutionspelotonen var i oprør, og Gundersen måtte stå op og tage ned til retterstedet for at tale dem til rette, så dommen blev fuldbyrdet. Senere forlød det, at så få i pelotonen havde villet sigte for at dræbe, at Skancke kun blev skadeskudt og skreg af smerte. Det, man sikkert ved, er, at Skancke fik nådeskud i tindingen, og det gøres kun, hvis den, som er skudt, stadig viser livstegn.